# Läpple AG
Die Läpple AG mit Sitz in Heilbronn ist ein weltweit tätiger Anbieter von Pressteilen, Rohbaukomponenten, Normalien und Automatisierungslösungen. Zudem bietet das Unternehmen Dienstleistungen für interne und externe Aus- und Weiterbildung an.
Die Läpple AG befindet sich zu 100 % in Familienbesitz.
Die Läpple AG setzt sich aus folgenden Unternehmen zusammen:
- LÄPPLE AUTOMOTIVE (Spezialist für Blech- und Umformlösungen im Bereich Karosseriebau für internationale Premiumanbieter der Automobilindustrie)
- FIBRO Normalien (Systempartner für Umform- und Stanzwerkzeuge für den globalen Werkzeugbaumarkt)

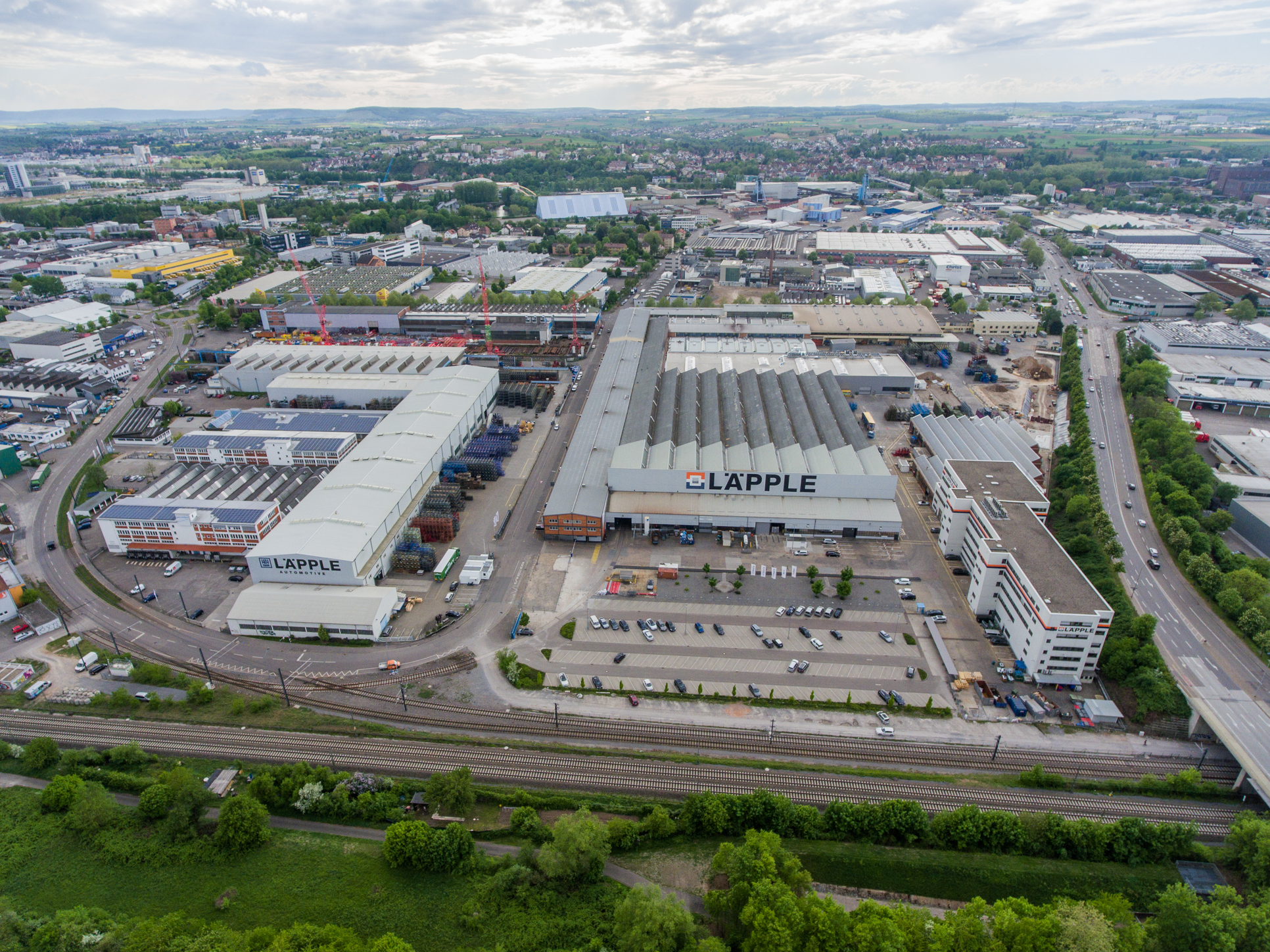
Hauptsitz der LÄPPLE Gruppe in Heilbronn

## Geschichte

### Gründung und anfängliche Geschäftsentwicklung
Am 1. April 1919 gründete August Läpple das Unternehmen in der Heilbronner Straße 19 in Weinsberg als Mechanikerwerkstatt. Mit einem Gesellen und einem Lehrling fertigte er zunächst Fahrräder und Messerbalken für Mähmaschinen und reparierte landwirtschaftliche Maschinen. Ab 1924 erweiterte Läpple das Fertigungsspektrum um Werkzeuge für Schreibmaschinenteile, Haus- und Küchengeräte und für die Automobilindustrie. Das Unternehmen stieg damit in den Werkzeugbau ein. Parallel nahm durch den Übergang von Holzaufbauten zu Blechteilen im Automobilbau der Bedarf an Blech-Pressteilen zu. 1928 konnte Läpple die ersten größeren Aufträge der Automobilindustrie verzeichnen. Durch das rasante Wachstum reichte auch ein Gebäudeanbau für die steigende Mitarbeiteranzahl schnell nicht mehr aus. 1930 zog das Unternehmen daher mit inzwischen 18 Mitarbeitern in einen Neubau in der Schwabstraße 22. Trotz wirtschaftlicher Schwierigkeiten, die die Weltwirtschaftskrise auch für Läpple mit sich brachte, stieg die Mitarbeiterzahl bis 1939 auf rund 100 an.

### Aufbau und Umzug
Im Jahr 1940 übernahmen Erich und Helmut Läpple, die Söhne des Unternehmensgründers, sowie Schwiegersohn Ernst Fleischmann die Geschäftsführung. Den Zweiten Weltkrieg überstanden die Produktionsanlagen vergleichsweise unbeschadet. Um die von den Alliierten verhängten Beschränkungen im Automobilbau zu überbrücken, fertigte das Unternehmen allerdings zwischenzeitlich auch Baubeschläge und Haushaltsgeräte. Mit der Freigabe der Kraftfahrzeugindustrie nach der Währungsreform 1948 stieg die Zahl der Aufträge für Läpple stark an. 1948 wurde das Unternehmen erster Lieferant des Stuttgarter Automobilbauers Porsche.
Um den steigenden Platzbedarf langfristig bedienen zu können, zog Läpple 1950 vollständig nach Heilbronn um. Auf einem Gelände an der Austraße wurde ein neues Werk gebaut, welches man in den folgenden Jahrzehnten stetig erweitert hat und wo bis heute der Hauptsitz der Läpple AG ist.

### Expansion und Übernahmen
Durch die Fertigung von Großwerkzeugen für den Karosseriebau, für die Motorrad-, Helm- und Kühlschrankindustrie sowie mit Kleinwerkzeugen verschiedener Art wuchs das Unternehmen in den 1950er Jahren stark. 1958 war Läpple mit über 1300 Mitarbeitern der größte selbstständige Werkzeugbauer in Deutschland.
Erweiterungen und Internationalisierung prägten die Folgezeit: 1972 wurde eine Niederlassung in Rosslyn in Südafrika eröffnet, 1974 eine weitere in Carlow in Irland. 1975 übernahm Läpple das insolvente Unternehmen Fibro GmbH mit Standorten in Weinsberg und Haßmersheim. 1990 wurde das rund 400.000 Quadratmeter große Gelände des ehemaligen Eisenwerkes Maxhütte in Teublitz in der Oberpfalz gekauft und zu einem Blechverarbeitungsstandort aufgebaut.
Zum Ende des Jahres 2003 haben sich Helmut Läpple († 23. September 2005) und Erich Läpple († 28. August 2006) vollständig aus der Geschäftsführung zurückgezogen. Das Unternehmen wurde im Anschluss zu einer Aktiengesellschaft umgewandelt und hat zum 1. September 2004 mit Wolf-Peter Graeser erstmals einen Vorstand erhalten, der nicht zur Läpple-Familie gehörte. Nach Übernahme des Bad Friedrichshaller Unternehmens GSA Automation im Jahr 2004 wurde dieses in das Tochterunternehmen Fibro integriert und 2006 zusammen mit dem Bereich Automation und Robotik der Fibro GmbH zur Fibro-GSA Automation GmbH verschmolzen.
Im Juli 2006 hat Läpple von BMW einen Großauftrag in Amerika erhalten und im Anschluss mit dem Aufbau eines neuen Werkes in Spartanburg, South Carolina, begonnen. Dieses wurde im April 2008 eingeweiht.
In Möckmühl-Züttlingen wurde im Herbst 2007 ein neues Werk für den Bereich Formenbau erworben und umgebaut. Zum 1. Januar 2008 wurde aus diesem Grund die Läpple Formenbau GmbH gegründet.

### Krise und Umstrukturierungen
Die Weltwirtschaftskrise ab 2007 und der Einbruch der Industrieproduktion haben dem Traditionsunternehmen einige Jahre schwer zugesetzt. Infolgedessen kam es zu massiven Einschnitten in der Unternehmensstruktur und zum Umbau der gesamten Gruppe.
Insgesamt mussten an den verschiedenen Standorten der Gruppe zwischen 2007 und 2010 mehrere Hundert Arbeitsplätze abgebaut werden. Etwa 250 Mitarbeiter wurden in eine Qualifizierungs- und Beschäftigungsgesellschaft überführt.

## Aktuelle Entwicklungen
Im Januar 2019 wurde die Tochtergesellschaft LÄPPLE Taicang in China gegründet. Dadurch werden alle Aktivitäten der LÄPPLE Gesellschaften auf dem chinesischen Markt gebündelt. Weiterhin getrennt sind die Vertriebstätigkeiten, die unter den Marken FIBRO und FLT weitergeführt werden.
Am 1. April 2019 feierte die LÄPPLE Gruppe ihr 100-jähriges Bestehen.
Durch die Aufstellung in Form des starken Unternehmensverbundes der Läpple AG konnte auch eine weltweite Krise wie die Corona-Pandemie gemeinsam gemeistert werden. Die Läpple AG hält an der strategischen Ausrichtung fest.
Im Jahr 2021 fand mit den Läpple Group virtual Days die erste digitale Messe der Läpple AG für Kunden statt.
Am 27. Dezember 2023 gab die Läpple Gruppe den Verkauf des Unternehmensbereichs FIBRO Rundtische im Rahmen eines Management-Buy-Outs mit Wirkung zum 1. Januar 2024 bekannt.
Ab 17. Januar 2025 gab die LÄPPLE Gruppe den Verkauf des Unternehmensbereichs FLT bekannt.

## Zur Läpple Gruppe gehörende Unternehmen
- LÄPPLE AUTOMOTIVE GmbH, Heilbronn und Teublitz, Deutschland
- LÄPPLE AUTOMOTIVE GmbH, Detroit, USA
- LÄPPLE AUSBILDUNGS GmbH, Heilbronn, Deutschland
- LÄPPLE Dienstleistungsgesellschaft mbH, Heilbronn, Deutschland
- LÄPPLE (Taicang) Industrial Technology Co., Ltd., China
- FIBRO GmbH, Haßmersheim (Normalien), Deutschland
- FIBRO France Sarl, Frankreich
- FIBRO Polska Sp. z o.o., Polen
- FIBRO Inc., USA
- FIBRO Asia Pte. Ltd., Asien
- FIBRO Korea Co. Ltd., Südkorea
- FIBRO India Precision Products Pvt. Ltd., Indien
- FIBRO LÄPPLE Technology Inc., USA